# Gaëtan de Rochebouët
Gaëtan de Grimaudet, hrabě z Rochebouët (16. března 1813 Angers – 23. února 1899 Paříž) byl francouzský voják, který byl necelý měsíc v roce 1877 premiérem Francie. Rochebouët rezignoval pouhých dvacet dní po svém jmenování, když s ním sněmovna odmítla jednat. Prezident Patrice de MacMahon ho do funkce jmenoval ze vzdoru proti volebnímu výsledku. Žádal po něm vytvoření kabinetu, který by bránil obchod proti levici, jež vyhrála volby. Po Rochebouëtově demisi nakonec prezident přeci jen jmenoval levicový kabinet pod vedením Julese Armanda Dufaurea. Událost je také známa jako "krize roku 1877" nebo "krize 16. května".
Rochebouët vystudoval École polytechnique a v armádě dosáhl roku 1867 hodnosti divizního generála. Zúčastnil se krymské války a války v roce 1870. Republikáni Rochebouëta vždy silně nenáviděli, jednak pro jeho bonapartistickou minulost a otevřené sympatie k bonapartismu i během třetí republiky, a také proto, že ho podezírali z přípravy vojenského puče. Zvláště krutého hanobení se generál dočkal od Léona Gambetty.